# SummerSlam (1997)
SummerSlam (1997) (divulgado como SummerSlam: Hart & Soul) foi o décimo evento anual de pay-per-view (PPV) do SummerSlam produzido pela World Wrestling Federation (WWF, agora WWE). O evento aconteceu em 3 de agosto de 1997, na Continental Airlines Arena, em East Rutherford, Nova Jersey. Sete lutas foram realizadas no evento. Esse foi o segundo evento realizado em Nova Jersey, sendo o primeiro em 1989.
O show também incluiu a finalização de um concurso em parceria com a Discovery Zone com um prêmio de 1 milhão de dólares, que ninguém venceu. Foram feitas várias ligações em que ninguém atendeu. O concurso terminou após um possível vencedor falhar ao tentar adivinhar a chave correta para abrir o caixão que continha o prêmio em dinheiro.
O evento também marcou a primeira aparição de Michael Cole em um pay-per-view da WWF e a última aparição de Todd Pettengill, que deixou a empresa antes de retornar para apresentar segmentos e lutas no DVD e Blu-ray The Best of In Your House: Pay-Per-View Classics 1995-1999, lançado em 2013.

## Produção

### Conceito
O SummerSlam é um pay-per-view (PPV) anual produzido todo mês de agosto pela World Wrestling Federation desde 1988. Apelidado de "The Biggest Party of the Summer", é um dos quatro pay-per-views originais da empresa, ao lado da WrestleMania, Royal Rumble e Survivor Series, e foi considerado um dos "Big Five" PPVs, juntamente com o King of the Ring. Desde então, passou a ser considerado o segundo maior evento do ano da WWF, atrás apenas da WrestleMania. O evento de 1997 foi o décimo da cronologia do SummerSlam, e estava programado para acontecer em 3 de agosto de 1997, na Continental Airlines Arena, em East Rutherford, Nova Jersey.

### Rivalidades
O SummerSlam (1997) consistiu em lutas de wrestling profissional envolvendo lutadores que faziam parte de rivalidades e histórias previamente estabelecidas, desenvolvidas no Monday Night Raw — principal programa televisivo da WWF. Os lutadores assumiam os papéis de heróis ou vilões enquanto seguiam uma sequência de acontecimentos que aumentavam a tensão, culminando em uma luta ou série de lutas no evento.
A rivalidade em destaque antes do evento envolvia o Campeão da WWF The Undertaker e Bret Hart. No episódio de 7 de julho do Raw is War em Edmonton, Alberta, Hart foi anunciado como o desafiante número um ao WWF Championship. Em uma entrevista com Vince McMahon, Hart afirmou que, se não conquistasse o título no SummerSlam, ele não lutaria mais em solo americano. Na semana seguinte, Shawn Michaels, arquirrival de Hart, pediu a McMahon para fazer parte do SummerSlam. No episódio de 21 de julho do Raw is War, Hart, seu irmão Owen e seu cunhado The British Bulldog (The Hart Foundation), desafiaram três lutadores americanos para uma luta de bandeiras. Michaels foi então anunciado como árbitro especial para o evento principal do SummerSlam, e em resposta ao anúncio, Hart atacou Michaels e McMahon. Mais tarde, a Hart Foundation derrotou a equipe americana formada pelos Campeões de Duplas da WWF Stone Cold Steve Austin e Dude Love, junto com o Undertaker, graças a uma interferência de Brian Pillman. Na semana seguinte, Hart enfrentou The Patriot, perdendo a luta após uma interferência de Michaels. Após o combate, os árbitros impediram Hart de atacar Michaels, enquanto o Undertaker observava da rampa de entrada.
Uma rivalidade predominante antes do evento envolveu o Campeão Intercontinental da WWF Owen Hart e Stone Cold Steve Austin. Em 6 de julho, no pay-per-view Canadian Stampede, Hart conseguiu fazer o pin em Austin em uma luta de cinco contra cinco. No dia seguinte, Austin atacou Hart enquanto ele cantava o hino nacional canadense. Na mesma noite, Austin disse a Vince McMahon que, se não vencesse o título de Hart no SummerSlam, ele beijaria a bunda de Hart. Na semana seguinte, Austin se juntou a Dude Love para vencer os títulos de duplas vagos em uma luta contra Hart e o British Bulldog. No episódio de 21 de julho do Raw Is War, o time de Hart derrotou o time de Austin em uma luta de bandeira três contra três. Na semana seguinte, Hart atacou Austin durante uma luta pelo WWF Tag Team Championship contra os Godwinns, fazendo com que ele fosse contado para fora. Após a luta, Austin atacou Hart.
Outra rivalidade antes do evento envolveu o Campeão Europeu da WWF, The British Bulldog, e Ken Shamrock. Os dois estavam em lados opostos na luta principal do pay-per-view Canadian Stampede. No episódio de 14 de julho do Raw Is War, Bulldog disse que, se perdesse no SummerSlam, comeria uma lata de ração para cachorro logo após a luta. Na semana seguinte, Bulldog atacou Shamrock durante uma luta contra Vader, aplicando um powerslam na rampa de aço e fazendo com que ele perdesse por contagem. Na semana seguinte, Bulldog e Shamrock competiram em uma disputa de queda de braço, mas quando Shamrock estava prestes a vencer, o Bulldog deu uma cabeçada nele, o atingiu com uma cadeira de aço e despejou uma lata de ração para cachorro sobre ele.

## Incidente de Steve Austin

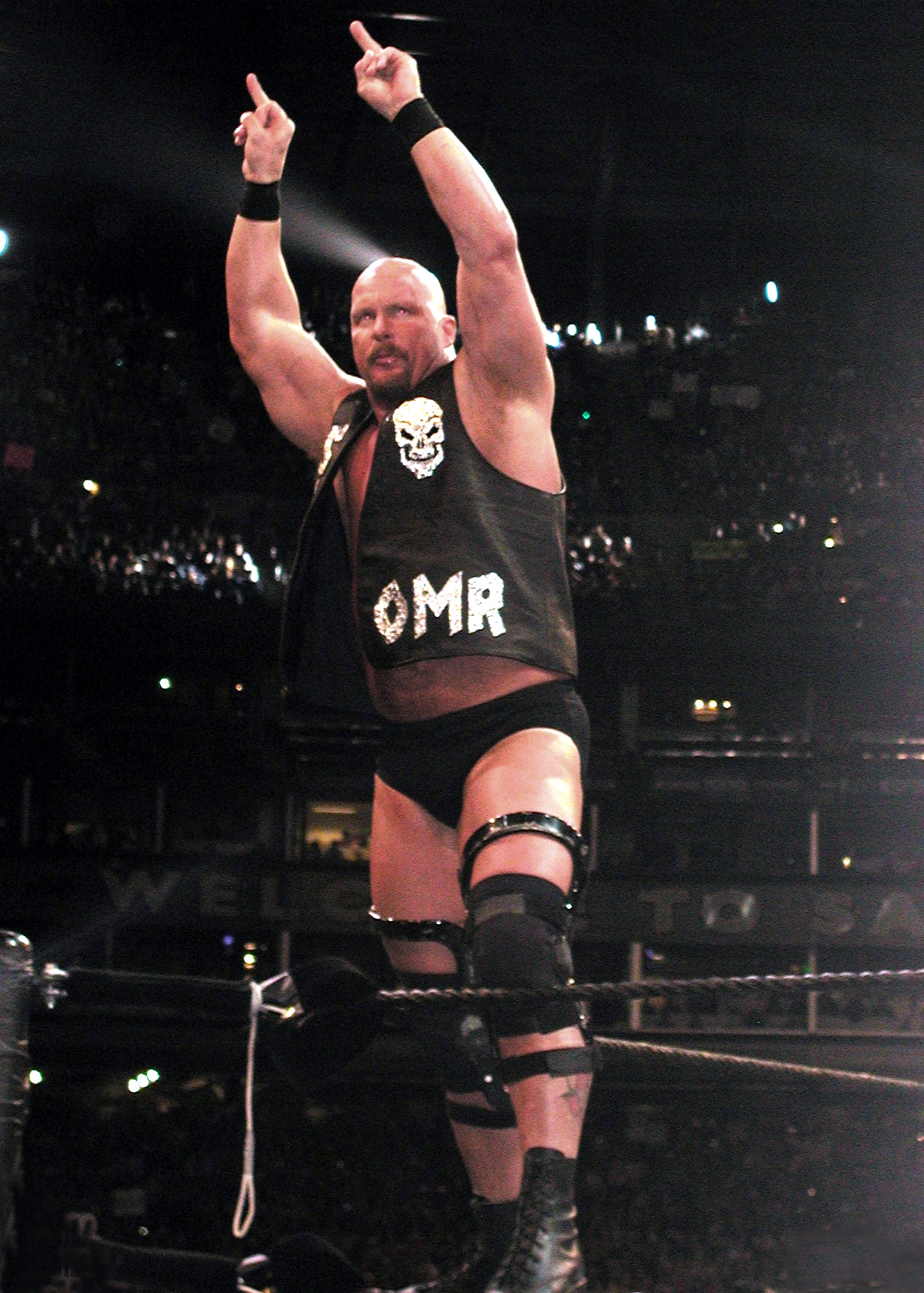
Stone Cold Steve Austin sofreu uma gravíssima lesão no pescoço após um piledriver mau executado por Owen Hart.

O evento é talvez mais lembrado pela luta pelo WWF Intercontinental Championship entre Owen Hart e Stone Cold Steve Austin, que contou com Hart aplicando um piledriver mal-executado que lesionou legitimamente o pescoço de Austin, deixando-o temporariamente paralisado e resultando em anos de problemas cervicais, o que potencialmente poderia ter prejudicado o ímpeto da WWF na Monday Night War, em um momento no qual a empresa não podia se dar ao luxo de perder ainda mais terreno para a World Championship Wrestling.
Em sua autobiografia em formato de audiolivro, Austin revelou que ele e Hart estavam planejando os momentos da luta quando Austin (que estava programado para vencer a luta e conquistar o título) sugeriu a Hart a execução de um piledriver como falso final, com a condição de que fosse a variante do knee-drop Tombstone piledriver usada por The Undertaker, em vez da variante mais comum com queda sobre o glúteo. Hart disse que se sentia mais confortável realizando a segunda variante, mas garantiu a Austin que não o machucaria. Vindo de uma rivalidade aclamada pela crítica com o irmão de Hart, Bret Hart (que tinha a reputação de não machucar seus oponentes), Austin concordou.
Porém, no momento planejado, Hart não conseguiu proteger a cabeça de Austin, fazendo com que Austin quebrasse o pescoço e sofresse uma paralisia temporária. (Em uma ironia do destino, Jim Ross comentou várias vezes durante a transmissão sobre o histórico de problemas no pescoço de Austin antes do movimento mal executado.) Austin informou ao árbitro Earl Hebner que não conseguia se mexer e que Hart não deveria tocá-lo. Assim que Hebner avisou Hart, ele começou a ganhar tempo para Austin se recuperar provocando a plateia, dizendo que Austin estava prestes a "beijar o traseiro dele" (conforme a estipulação pré-luta caso Austin não vencesse o título), até que Austin se recuperou o suficiente para aplicar o "pior roll-up de todos os tempos" e encerrar a luta mais cedo, com o desfecho programado de Austin vencer o Intercontinental Championship.
A lesão deixou Austin afastado por semanas, em um momento em que a WWF não podia se dar ao luxo de perder sua maior estrela em ascensão durante o pior momento da Monday Night War, quando a WCW estava em uma sequência de 83 semanas vencendo com o WCW Monday Nitro, superando o Raw is War. Embora Austin tenha conseguido se recuperar, ele continuou sofrendo problemas no pescoço e foi retirado da televisão no Survivor Series 1999 para passar por uma cirurgia no pescoço, o que eventualmente o obrigou a se aposentar aos 38 anos, em 2003.
Austin declarou posteriormente que seu pescoço está em boas condições e que ele não sente nenhuma dor após a cirurgia bem-sucedida. O acidente gerou conflitos nos bastidores entre os dois lutadores, mas Austin acabou perdoando Hart e prestou homenagem a ele no Raw Is War na noite seguinte à queda fatal de Hart no Over the Edge 1999. No entanto, Austin admitiu que lamenta não ter tido a oportunidade de discutir completamente o incidente com Hart antes da morte inesperada dele.
O erro, que inicialmente parecia fatal para a WWF na Monday Night War, acabou sendo apenas um obstáculo temporário. Mesmo assim, a WWF tomou medidas preventivas, proibindo de forma oficial o piledriver em 2000. The Undertaker e Kane foram mantidos autorizados a usar o movimento, pois demonstraram segurança ao aplicá-lo (embora Kane tenha eventualmente adotado o chokeslam, muito mais seguro, como seu golpe final), enquanto Rikishi passou a usar o Banzai Drop (que foi originalmente de seu primo na vida real, Yokozuna) como seu golpe final. Lutadores posteriores que usavam variações do piledriver no circuito independente, como Kevin Owens, abandonaram o movimento ao assinarem com a WWE.

## Recepção
Em 2006, J.D. Dunn, do 411Mania, deu ao evento uma nota 5.0 [Não Tão Bom], afirmando: "O evento estava caminhando para o território de 'pior PPV de todos os tempos' até as duas últimas lutas. A WWF estava se esforçando para engajar o público durante o verão de 1997, mas levaria mais um ano para começar a vencer a guerra contra a WCW. Muita coisa mediana nas lutas iniciais é uma grande parte do motivo. Curiosamente, a lesão do Austin o transformaria em um lutador mais falante nos meses seguintes, e ele ficaria ainda mais popular entre os fãs. Além disso, isso levou ao personagem anti-autoritário que fez muito dinheiro enfrentando Vince McMahon. Um leve sinal positivo por motivos históricos e por Foley, Hart, Austin e Undertaker."
O evento contou com vários segmentos longos de promos que aparentemente não provocaram muita reação da plateia. Por exemplo, a então governadora de Nova Jersey, Christine Todd Whitman, recebeu bastante tempo no microfone e um cinturão de campeão, por ter reduzido os impostos sobre eventos de wrestling profissional. Em outro segmento, Todd Pettengill passou um bom tempo ligando para várias pessoas sem que ninguém atendesse, enquanto olhava para uma lista de nomes que Tammy Lynn Sytch segurava sob seu decote, em uma suposta promoção de sorteio de um milhão de dólares.

## Resultados
| Nº                                          | Resultados | Estipulações                                                                   | Tempo |
| ------------------------------------------- | --- | ------------------------------------------------------------------------------ | ----- |
| 1                                           | Mankind derrotou Hunter Hearst Helmsley (com Chyna) | Luta em uma jaula de aço                                                       | 16:25 |
| 2                                           | Goldust (com Marlena) derrotou Brian Pillman | Luta individual                                                                | 7:15  |
| 3                                           | The Legion of Doom (Hawk e Animal) derrotaram The Godwinns (Henry O. Godwinn e Phineas I. Godwinn)                                                      | Luta de duplas                                                                 | 9:51  |
| 4                                           | The British Bulldog (c) derrotou Ken Shamrock por desqualificação                                                                                       | Luta individual pelo WWF European Championship                                 | 7:29  |
| 5                                           | Los Boricuas (Savio Vega, Miguel Pérez, Jr., Jose Estrada, Jr. e Jesus Castillo) derrotaram The Disciples of Apocalypse (Crush, Chainz, 8-ball e Skull) | Luta de quartetos                                                              | 9:07  |
| 6                                           | Steve Austin derrotou Owen Hart (c) | Luta individual pelo WWF Intercontinental Championship                         | 16:16 |
| 7                                           | Bret Hart derrotou The Undertaker (c) | Luta individual pelo WWF Championship com Shawn Michaels como árbitro especial | 28:09 |
| (c) – Refere-se aos campeões antes da luta. | |                                                                                |       |